# Cabo Beata
Cabo Beata is het meest zuidelijke punt van de Dominicaanse Republiek in de provincie Pedernales. Het wordt gebruikt om de noord-zuid-afstand van het land te meten. Aan het noorden ligt het punt bij Cabo Isabela. De letterlijke vertaling van Beata is gezegende. 
Het ligt in de onderste punt van het beschermd natuurgebied Jaragua (1535 km², IUCN-categorie II, Nationaal Park).
De dichtstbijzijnde plaats is Oviedo en is tevens de noordelijke hoofdingang van het nationale park. Ter hoogte van Oviedo ligt aan de oostkant in het park het Laguna de Oviedo.
Christoffel Columbus vond op een van zijn vier reizen bij dit punt een van zijn schepen terug dat door een storm van het konvooi was afgescheiden.
Bestuurlijk is het een deel van het gehucht (paraje) Los Tres Charcos in de gemeente Oviedo.